# Serra Branca (Arizona)
A Serra Branca ou  White Mountains do Arizona é uma cordilheira na parte leste deste estado norte-americano, próximo da fronteira com o Novo México. A Serra Branca é parte do Planalto do Colorado  no Nordeste do Arizona, da Nação Navajo, com o resto do planalto no leste do Utah, noroeste do Novo Méxcico, e sudoeste do Colorado.Grande parte da cordilheira está na Reserva indígena Fort Apache.
O ponto mais alto é o Monte Baldy, com 3475 m de altitude. Ao norte o rio Little Colorado drena os tributários, e ao sul, o rio Salt.